# Celine Juel
Celine Juel (* 4. Februar 1993) ist eine dänische Badmintonspielerin. 

## Karriere
Celine Juel belegte bei den Cyprus International 2011 Platz zwei im Damendoppel. Bei den Hungarian International 2013 wurde sie Zweite im Doppel und Dritte im Mixed. 2013 startete sie ebenfalls bei der Denmark Super Series 2013. 2014 wurde sie Dritte im Mixed bei den nationalen Titelkämpfen.